# Hermann Huber (Diplomat)
Hermann Huber (* 29. Januar 1930 in München; † 4. Mai 2018 in Grafing bei München) war ein deutscher Jurist und Diplomat. Er war von Dezember 1988 bis August 1992 deutscher Botschafter in Prag und von September 1992 bis 1995 deutscher Botschafter in Madrid.

## Leben
Hermann Huber war ein Sohn des früheren Grafinger Bürgermeisters (1952–1966) und Grafinger Ehrenbürgers Franz Xaver Huber.
Huber absolvierte ein Jurastudium an der Ludwig-Maximilians-Universität München und der Universität Lausanne. 1955/56 trat er in den diplomatischen Dienst. Es folgten Stationen in Zürich (1956–1957), Reykjavík, Rom (1957–1960) und  Leopoldville (1960–1965). Er war beteiligt am Aufbau der Deutschen Botschaft Prag (1968–1970), wohin er nach Stationen in Mexiko (1973–1976) und Moskau (1980–1984) zurückkehrte. Vom 21. Dezember 1988 bis zum 30. August 1992 war er Botschafter in Prag. Er war im Palais Lobkowitz, als ab August 1989 tausende DDR-Bürger auf das Gelände der westdeutschen Vertretung in der tschechoslowakischen Hauptstadt flüchteten. Er organisierte ihre vorübergehende Unterbringung vor Ort und die am Abend des 30. September 1989 genehmigte Ausreise in die Bundesrepublik Deutschland.
Von September 1992 bis 1995 war Huber deutscher Botschafter in Madrid mit gleichzeitiger Akkreditierung für Andorra.
Hermann Huber war mit Jacqueline Huber verheiratet und hatte drei Töchter. Seit seiner Pensionierung lebte er wieder in seiner Heimatstadt Grafing bei München, wo er im Mai 2018 im Alter von 88 Jahren starb.

## Ehrungen
- Bundesverdienstkreuz am Bande (21. April 1981)[3]
- Bayerischer Verdienstorden
- Ehrenbürger von Grafing
- Bundesverdienstkreuz 1. Klasse (8. Januar 1988)[3]
- Kunstpreis zur deutsch-tschechischen Verständigung (2014)